# Maria Szymanowska

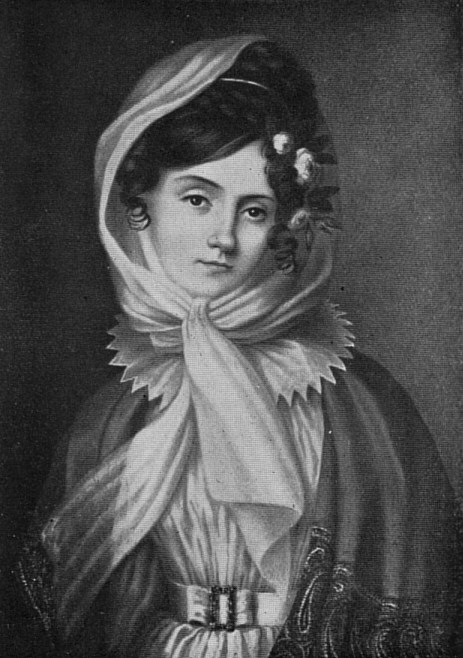
Maria Szymanowska rond 1830

Maria Szymanowska (geboren als Marianna Agata Wołowska; Warschau, 14 december, 1789 – Sint-Petersburg, 25 juli, 1831) was een Pools componiste en een van de eerste professionele virtuoso pianisten van de 19de eeuw. In de jaren 1820 tourde ze doorheen Europa. Later vestigde ze zich in Sint-Petersburg. Aldaar componeerde ze voor het Russische hof, gaf ze concerten en muziekles en beheerde ze een invloedrijk salon.
Szymanowska's oeuvre wordt overheerst door de stile brillante van de periode die Frédéric Chopin voorging. Ze componeerde voornamelijk pianowerken, liederen en andere kleine kamerwerken. Ook schreef ze de eerste Poolse pianoconcerto's en nocturnes. Ze was de moeder van Celina Szymanowska, de echtgenote van Pools romantisch dichter Adam Mickiewicz.

## Biografie
Marianna Agata Wołowska werd geboren te Warschau, Polen op 14 december 1789. Ze was deel van een welvarende Poolse familie met Frankse roots. Een van haar voorouders was Salomon Ben Elijah (of Jacob ben Judah Leib/Jacob Leibowicz), de persoonlijke assistent van Jacob Frank. Haar vader Franciszek Wołowski was een landheer en een brouwer. Haar moeder Barbara Wołowska (geboortenaam Lanckorońska) was afkomstig van een adellijke Lanckoroński-familie. Het is onzeker welke muzikale opleidingen ze genoten heeft. Vermoedelijk studeerde ze piano bij Antoni Lisowski enTomasz Gremm en compositie bij Franciszek Lessel, Józef Elsner en Karol Kurpiński. Ze gaf haar eerste publieke concerten te Warschau en Parijs in 1810.
In datzelfde jaar trouwde Maria met Józef Szymanowski (overleden in 1832), met wie ze drie kinderen kreeg tijdens hun verblijf in Polen. Haar oudste dochter Helena (1811–61) trouwde met de Poolse advocaat Franciszek Malewski. Daarna kreeg ze een tweeling: Celina (1812–55), die trouwde met Adam Mickiewicz en de ingenieur Romuald (1812–40). De kinderen bleven onder Maria's hoedde na haar scheiding in 1820.
Szymanowska stierf aan cholera tijdens de epidemie die in 1831 woedde in Sint-Petersburg.
Vermoedelijk is Szymanowska geen familie van Karol Szymanowski, een bekend Pools componist van de 20ste eeuw.

## Uitvoeringen

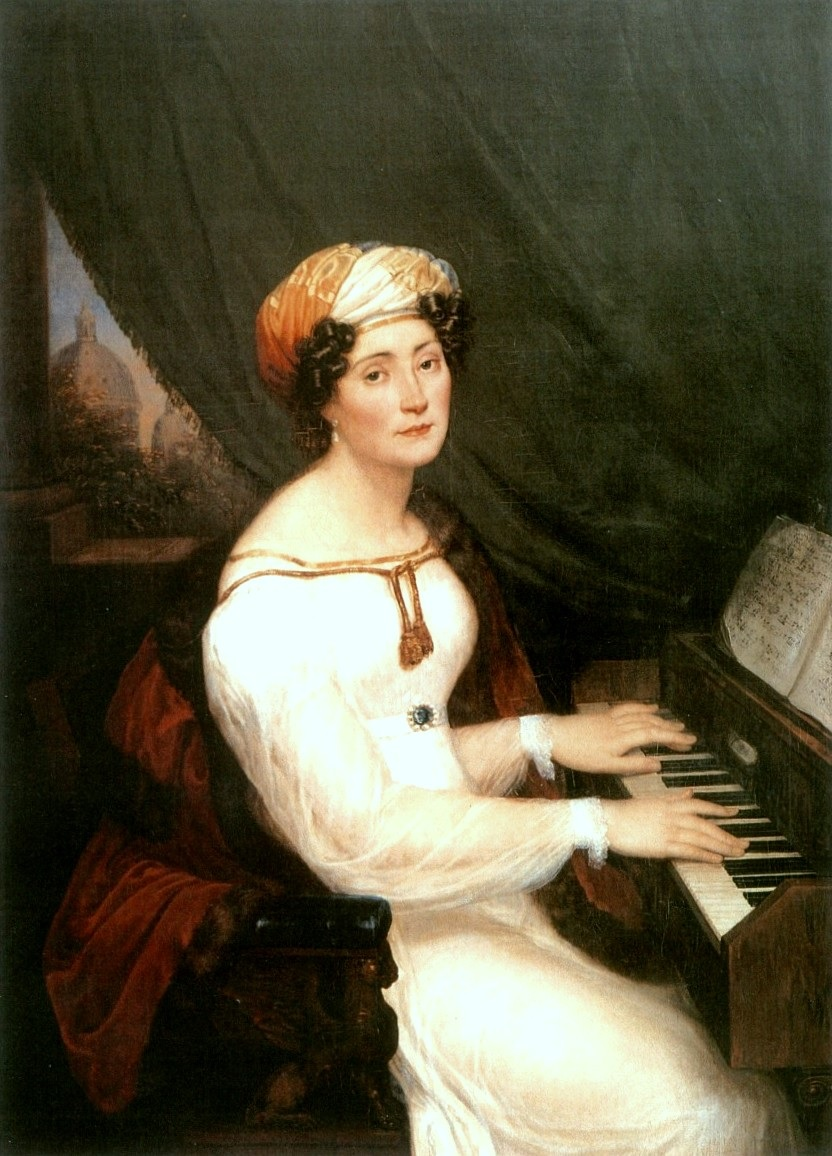
Szymanowska aan de piano; portrait door Aleksander Kokular.

Szymanowska begon haar professionele pianocarrière in 1815. In 1818 gaf ze concerten in Engeland. Van 1823 tot 1826 tourde ze doorheen West-Europa. Ze gaf zowel publieke als private uitvoeringen in Duitsland, Frankrijk, Engeland, Italië, België en Nederland. Een aantal van deze uitvoeringen vonden plaats in de privésfeer van koninklijke hoven.
Haar uitvoeringspraktijk werd zeer goed onthaald door zowel critici als door haar publiek. Ze stond bekend voor haar delicate toon, lyrisch gevoel voor virtuositeit en operatische vrijheid. Ze was een van de eerste professionele piano virtuosi in het 19de-eeuwse Europa en een van de eerste pianisten die vanuit het geheugen en dus zonder bladmuziek speelden. Na haar tournéejaren keerde Szymanowska terug naar Warschau. In 1828 verhuisde ze naar Moskou en later naar Sint-Petersburg. Aldaar was ze hofpianist voor Charlotte van Pruisen.

## Oeuvre
Szymanowska componeerde een honderdtal pianowerken. Net zoals andere vrouwen van haar tijd schreef ze vooral muziek voor instrumenten waartoe ze toegang had. Zo componeerde ze solo pianowerken, miniaturen, liederen en een aantal kamerwerken. Stilistisch gezien is haar werk een combinatie van de pre-romantische stile brillante en het Poolse sentimentalisme.
Hoewel onderzoekers niet zeker zijn over haar invloed op Chopin, was haar carrière als pianist en componist een voorafschaduwing van diens werk. Ze was een vroeg voorbeeld van de bredere 19de-eeuwse Europese trend van de virtuoze pianist/componist, waarbij de uitvoerende vaardigheden van een musicus diens compositorische kunnen ondersteunde.

## Reputatie
Dankzij haar uitvoerende activiteiten en het salon dat zij beheerde, had Szymanowska connecties met zeer bekende componisten, musici en dichters van haar tijd. Dit waren onder meer Luigi Cherubini, Gioacchino Rossini, Johann Hummel, John Field, Pierre Baillot, Giuditta Pasta, Johann Wolfgang von Goethe en Adam Mickiewicz. Hummel en Field droegen composities aan haar op. Vooral haar salon in Sint-Petersburg trok een gegoed publiek, wat Szymanowska's status als hofcomponist ten goede kwam.

## Moderne uitgaves
- Album per pianoforte. Maria Szmyd-Dormus, uitgave van Kraków: PWM, 1990.
- 25 Mazurkas. Irena Poniatowska, uitgave van Bryn Mawr, PA: Hildegard, 1991.
- Music for Piano. Sylvia Glickman, uitgave van Bryn Mawr, PA: Hildegard, 1991.
- Six Romances. Maja Trochimczyk, uitgave van Bryn Mawr, PA: Hildegard, 1998.

## Discografie
- Szymanowska: Complete Dances for Solo Piano. Alexander Kostrita, piano. Grand Piano GP685, 2015
- Three Generations of Mazurkas: Polish dances for Piano by Szymanowska, Chopin, Szymanowski. Alexander Kostrita, piano. Divine Art DDA25123, 2014
- Maria Szymanowska: Complete Piano Works. Sławomir P. Dobrzański, piano. Acte Préalable AP0281-83, 2013 .
- Maria Szymanowska: Ballades & Romances. Elżbieta Zapolska, mezzo-soprano; Bart van Oort, fortepiano Broadwood 1825. Acte Préalable AP0260, 2012 .
- Maria Szymanowska: Piano Works. Anna Ciborowska, piano. Dux, 2004.
- Szymanowska: Album. Carole Carniel, piano. Ligia Digital, 2005.
- Alla Polacca: Chopin et l'école polonaise de piano. Jean-Pierre Armengaud, piano. Mandala: Harmonia Mundi, 2000.
- Inspiration to Chopin. Karina Wisniewska, piano. Denon, 2000.
- Riches and Rags: A Wealth of Piano Music by Women. Nancy Fierro, piano. Ars Musica Poloniae, 1993.